# Genera plantarum

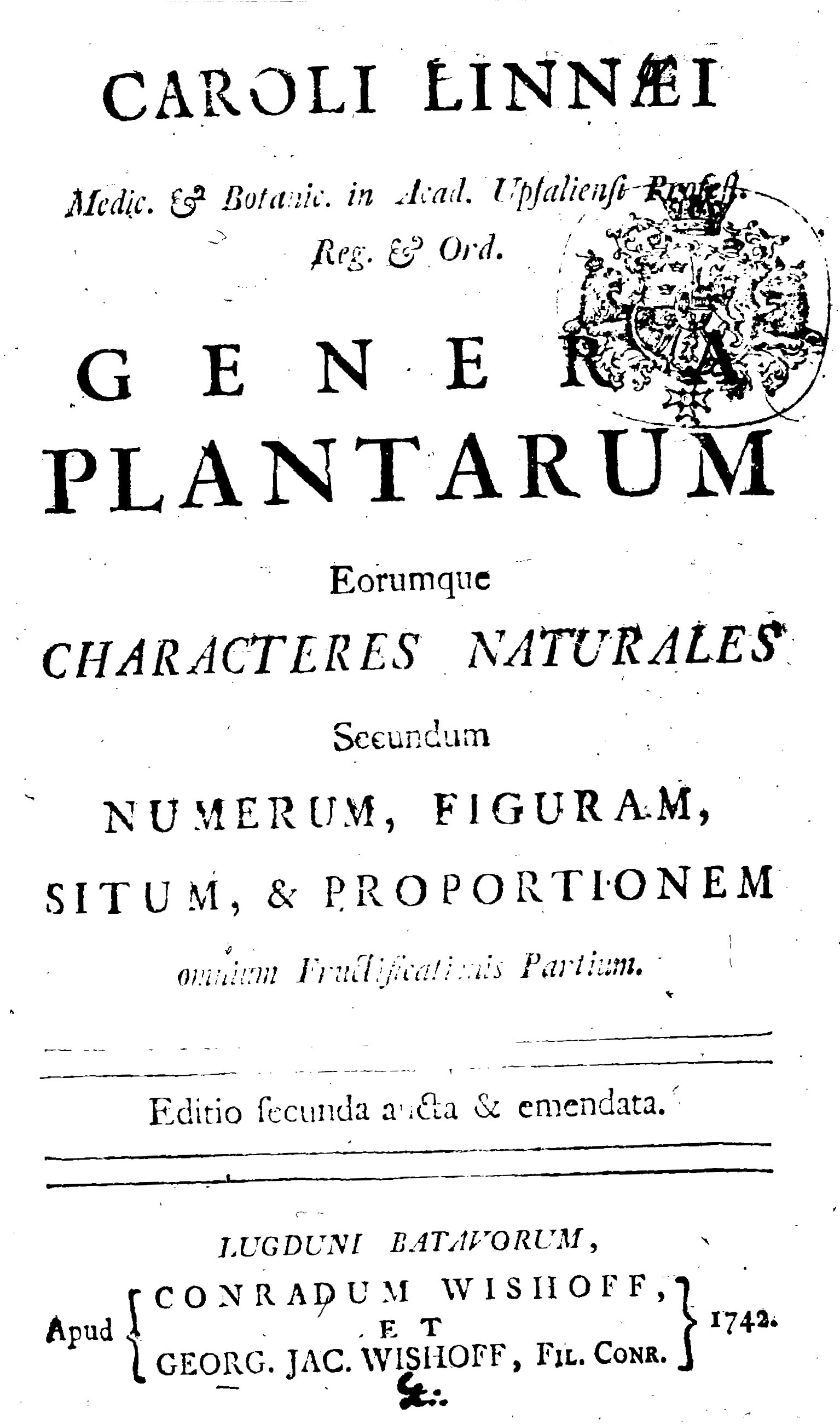

Genera plantarum foi um livro escrito por Lineu, editado pela primeira vez em 1737 (na cidade de Leyden), durante a sua estadia na Holanda, e em que o autor aplica a todos os géneros botânicos conhecidos até então, o sistema de classificação anteriormente estabelecido na obra Systema Naturae. É visto como um ponto de partida para a moderna botânica sistemática e funciona como um complemento de Species Plantarum, aplicado aos géneros.
A obra foi lançada numa altura em Lineu trabalhava para o jardim botânico de Georg Clifford, governador da Companhia Holandesa das Índias Orientais. Pela mesma altura, Lineu também publicou a obra Flora Lapponica.
A obra recebeu críticas Hans Sloane e de Johann Jacob Dillenius, director do Jardim Botânico de Sherard, acusada de trazer a desordem total à ciência botânica.
Os trabalhos de preparação do livro remontam até sete anos antes da sua publicação, numa altura em que se dedicava a outras obras tais como Bibliotheca Botanica, Critica Botanica e Classes Plantarum.
A 5ª edição aborda mais de mil géneros.